# Березин, Анатолий Алексеевич
Анато́лий Алексе́евич Бере́зин (род. 18 августа 1936 года, Ташауз Туркменской ССР) — оперный певец, бас, солист Красноярского государственного театра оперы и балета, народный артист Российской Федерации (2012).

## Биография
Анатолий Алексеевич Березин родился в городе Ташаузе Туркменской ССР 18 августа 1936 года.
- 1971 год — окончил Институт искусств им. Г. Музическу в Кишинёве;
  - класс педагога А. Г. Азрикана, заслуженного артиста Украины.
  - оперный певец
- 1971—1974 годы — служил в музыкально-драматическом театре Марийской ССР
  - в качестве солиста-вокалиста,
- 1974—1981 — служил в Коми республиканском музыкальном театре.
  - в качестве солиста-вокалиста,
- 1979 год — член Союза театральных деятелей,
- с 1981 года — солист Красноярского театра оперы и балета.

### Творчество
Избранные исполненные партии (спел более сорока партий):
- Гремин — «Евгений Онегин» П. И. Чайковского
- Галицкий — «Князь Игорь» А. Бородина
- Кецал — «Проданная невеста» Б. Сметаны
- Кочубей — «Мазепа» П. И. Чайковского
- Собакин и Малюта — «Царская невеста» Н. Римского-Корсакова
- Спарафуччилле и Монтероне — «Риголетто» Дж. Верди
- Мороз — «Снегурочка» Н. Римского-Корсакова
- Варлаам — «Борис Годунов» М. П. Мусоргского
- Рене — «Иоланта» П. Чайковского
- Мефистофель — «Фауст» Ш. Ф. Гуно
- Досифей — «Хованщина» М. Мусоргского
- Дон Базилио — «Севильский цирюльник» Дж. Россини
- Иван Грозный — «Иван Грозный» С. Прокофьева
- Дон Кихот — «Дон Кихот» Л. Минкуса
- Кончак — «Князь Игорь» А. Бородина

## Награды
- 1995 — заслуженный артист Российской Федерации (27 января 1995) — за заслуги в области искусства[1].
- 2012 — народный артист Российской Федерации[2].